# CK Ledene
Curling klub Ledene je hrvatski ženski curling klub iz Zagreba.  
Utemeljen je 2004. godine.
Sjedište kluba je u Vinodolskoj 14 u Zagrebu. Utemeljile su ga igračice Zagreba.

## Vanjske poveznice
- Hrvatski curling savez  Arhivirana inačica izvorne stranice od 17. veljače 2009. (Wayback Machine)